# Magelona polydentata
Magelona polydentata är en ringmaskart som beskrevs av Jones 1963. Magelona polydentata ingår i släktet Magelona och familjen Magelonidae. Inga underarter finns listade i Catalogue of Life.